# Synagoge Rumbach utca

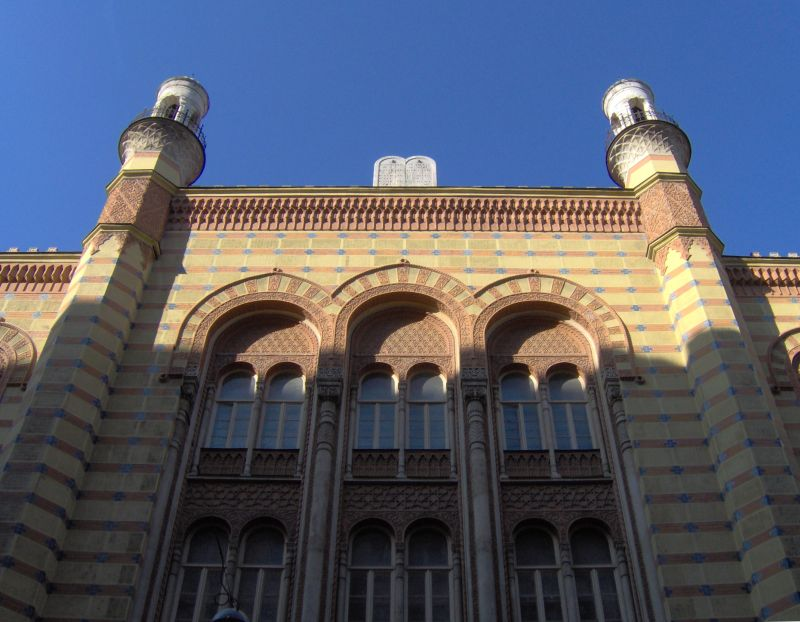
Synagoge in der Rumbach utca

Die ehemalige Synagoge der konservativen Status-quo-ante-Gemeinde befindet sich in der Rumbach utca 11–13 im 7. Bezirk Erzsébetváros der ungarischen Landeshauptstadt Budapest. Sie wurde 1869–1872 nach Plänen des österreichischen Architekten Otto Wagner im historistischen Stil erbaut. Die Synagoge ist sein einziges Bauwerk in Ungarn.

## Geschichte

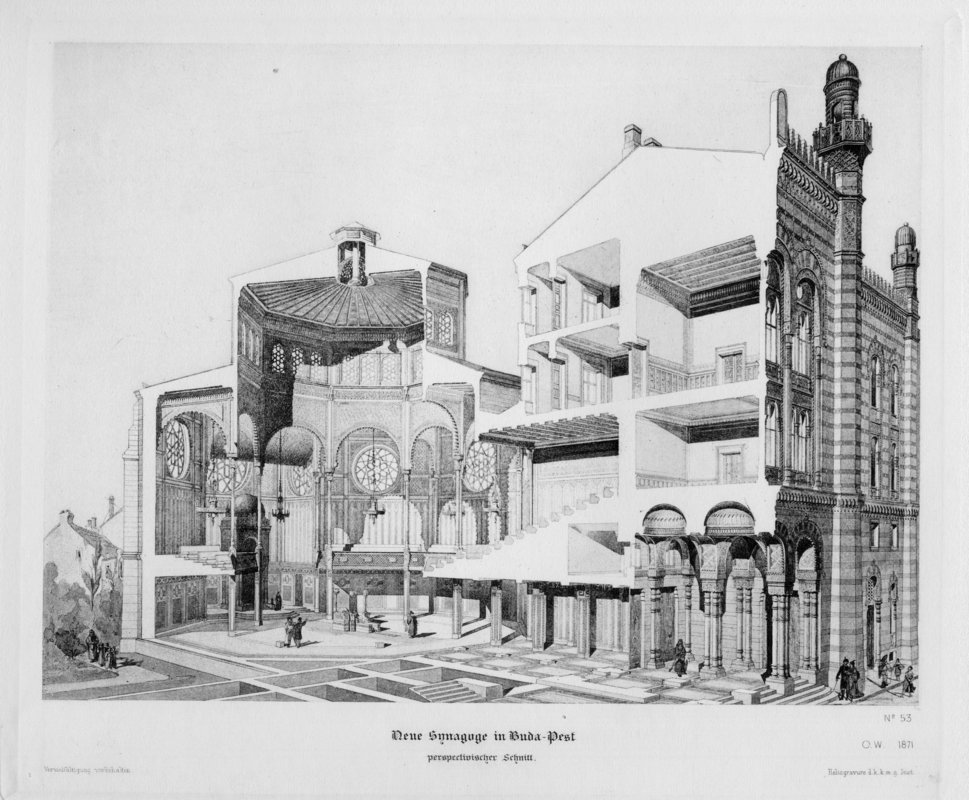
Entwurf von Otto Wagner

Nach der Einführung der gesetzlichen Gleichberechtigung der Juden in Ungarn 1867 trat der Landes-Congress der Israeliten in Ungarn und Siebenbürgen von Dezember 1868 bis Februar 1869 zusammen, um die Organisation der Gemeinde festzulegen. Dabei kam es allerdings zum Bruch zwischen den unterschiedlichen Glaubensrichtungen, die die Errichtung von eigenen Synagogen nach sich zogen. Dominierend war die liberale Richtung, die eine Modernisierung des Kultus und die kulturelle Assimilation durchsetzen wollte. Die kleine orthodoxe Gemeinschaft führte fortan ein Eigenleben. Die dritte Strömung innerhalb der Gemeinde wurde als Status-quo-ante-Bewegung bezeichnet; sie wollte sich weder für die eine noch die andere Richtung entscheiden, trug die Reformbeschlüsse nicht mit und wollte beim Status vor dem Landeskongress bleiben, der einen Kompromiss zwischen den beiden Richtungen darstellte – daher der Name.
Nachdem die dominierenden liberalen Juden die Große Synagoge benutzten, die Platzverhältnisse im bisher verwendeten Orczy-Haus dennoch immer prekärer wurden, beschloss die Status-quo-Gemeinde die Errichtung einer eigenen Synagoge. Die Ausschreibung gewann der Wiener Architekt Otto Wagner, der aber nicht selbst nach Budapest kam, sondern seinen Mitarbeiter Maurus Kallina schickte, der die Bauleitung übernahm. Die hohen Baukosten wurden, wie üblich, durch den Verkauf der Sitzplätze der künftigen Synagoge aufgebracht. Neben der Synagoge, die am 1. Oktober 1872 eingeweiht wurde, wurde auch ein angrenzendes Haus mit den Wohnungen für Rabbiner, Lehrer und Angestellte, sowie mit Studienräumen und einer Mädchenschule errichtet.
1941 wurde von den ungarischen Behörden die Synagoge jüdischen Flüchtlingen aus dem Ausland als provisorische Unterkunft zugewiesen. Später war sie Teil des Ghettos. Nachdem das Gebäude 1944 schwere Beschädigungen erlitt, wurde es lange Zeit von den kommunistischen Behörden nicht instand gesetzt. Erst in den 1980er Jahren fand eine Teilrestaurierung statt.
Im September 2005 wurde die Synagoge an den Verband der Ungarischen Jüdischen Gemeinde (Mazsihisz) rückübertragen, nachdem dieser sein Gebäude in der Budakeszi-Straße, in dem lange Zeit die kanadische Botschaft untergebracht war, gemäß dem Kircheneigentumsgesetz gegen die inzwischen verfallene Rumbach-Synagoge eingetauscht hatte. Das Gebäude wurde 2006 der Öffentlichkeit zugänglich gemacht, zu diesem Zeitpunkt ohne Innenausstattung. 2007 wurden die Ergebnisse einer Ausschreibung zur Renovierung bekannt gegeben, der zufolge das Gebäude das Jüdische Ethnografische Museum des Karpatenbeckens hätte beherbergen sollen. Die Renovierungspläne wurden im Büro König-Wagner anhand von Plänen und zeitgenössischen Fotografien aus dem Wagner-Nachlass erstellt. Die Arbeiten begannen 2017. Die für die Renovierung benötigten 3,2 Milliarden Forint wurden teilweise vom Büro des Premierministers und teilweise vom Emberi Erőforrások Minisztériuma (Ministerium für Humanressourcen) bereitgestellt. Im Jahr 2019 verlieh das ungarische Nationalkomitee des ICOMOS (Internationaler Rat für Denkmalpflege) anlässlich des Weltdenkmaltags den ICOMOS-Preis unter anderem an die bereits abgeschlossene Renovierung der Synagoge Rumbach utca.

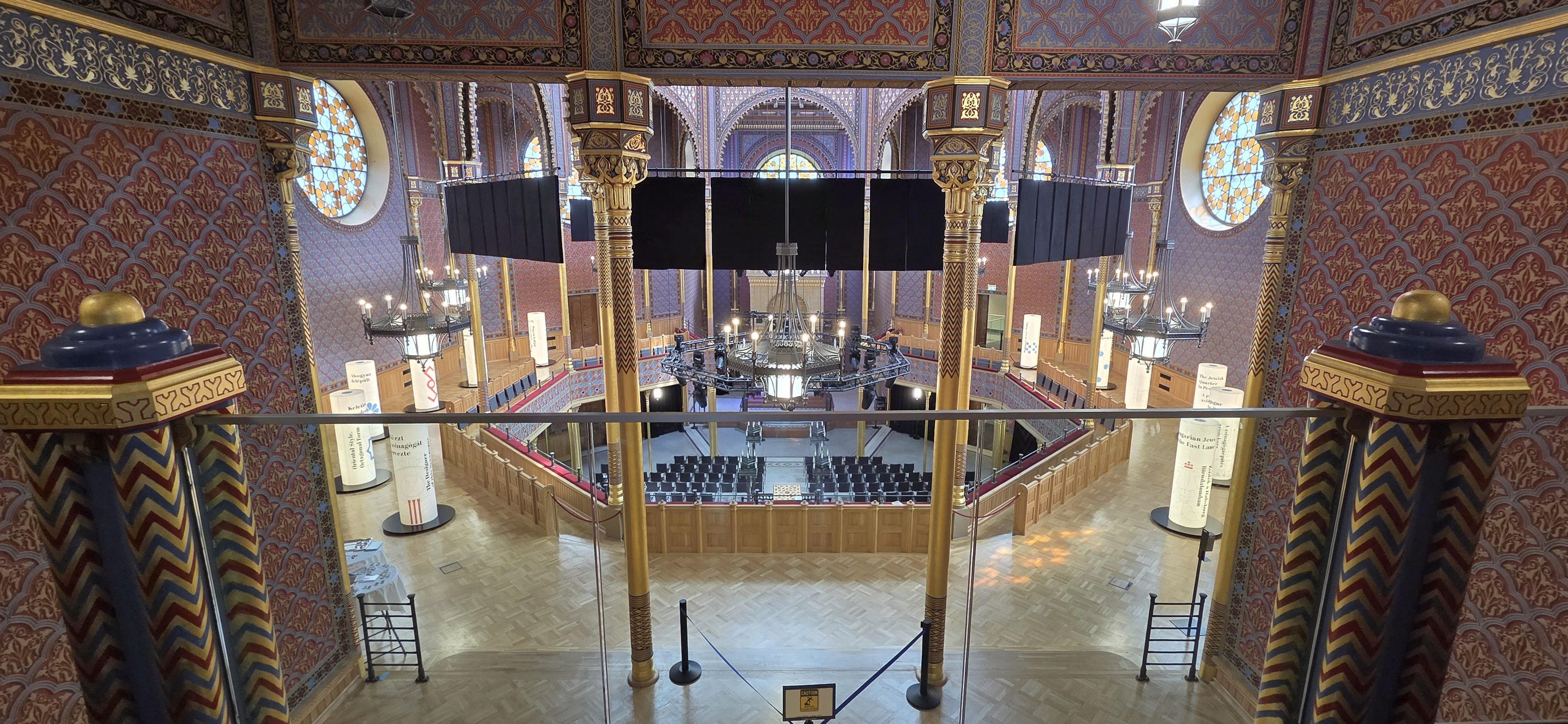
Blick von der Empore in den Innenraum (2025)

In der Mitte des achteckigen Raumes wurde eine versenkbare Bühne installiert, bei der man auf Knopfdruck die Thora-Leseplattform anheben oder absenken kann. Dies ist die einzige Synagoge weltweit, die über einen solchen hydraulischen Hebemechanismus verfügt. Die ursprünglichen Holzbänke wurden durch Stühle ersetzt, die einen flexiblen Zuschauerraum bieten. Neben der Möglichkeit, das Gebäude weiterhin für rituelle Zwecke zu nutzen, ist es somit auch für Konzerte, kulturelle Veranstaltungen und Konferenzen geeignet. Das denkmalgeschützte Gebäude wurde am 10. Juni 2021 feierlich eingeweiht.

## Baubeschreibung
Wie viele Synagogen jener Zeit wurde die Synagoge in der Rumbach utca im orientalisierenden Stil errichtet. Gemäß dem Wunsch der Auftraggeber folgte Wagner deren konservativen Vorgaben und ihrem Verlangen nach einem repräsentativen und prächtigen Bauwerk, das mit der Großen Synagoge konkurrieren konnte. Sie bietet Platz für rund 1000 Sitzplätze.
Das dekorative Äußere des Gebäudes wird durch einen Mittelrisalit beherrscht, der von zwei minarettartigen Türmen flankiert wird, die die Höhe des Bauwerks überragen. Zwischen den Türmen bekrönen die Gesetzestafeln Mosis den Risalit. Die Fassade der Synagoge bildet mit derjenigen des Wohnhauses eine Einheit. Das Innere der Synagoge besitzt einen achteckigen Grundriss und wird von acht gusseisernen Säulen flankiert, die das Kuppeldach tragen. Im Zentrum befindet sich der Thoraschrein und das Lesepult, wie es die konservative Tradition verlangt. Die Fenster sind so gestaltet, dass sie einen übermäßigen Einsatz künstlichen Lichtes überflüssig machen. Außerdem werden die Sonnenstrahlen bei einem bestimmten Lichteinfall direkt auf den Thoraschrein in der Mitte gelenkt. Die Wände des Innenraums sind reich dekoriert.

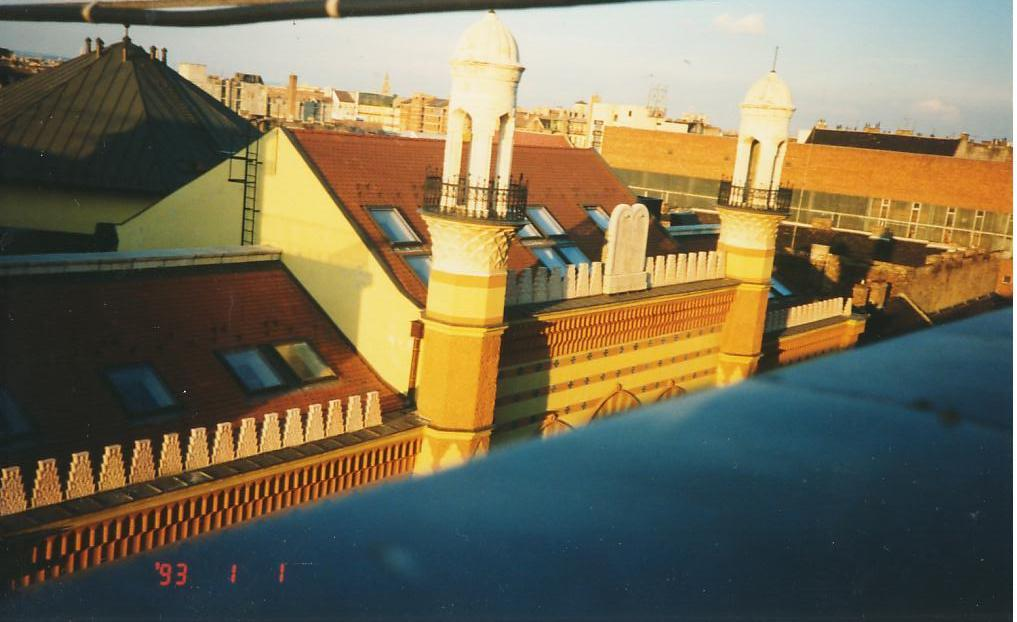
Dach
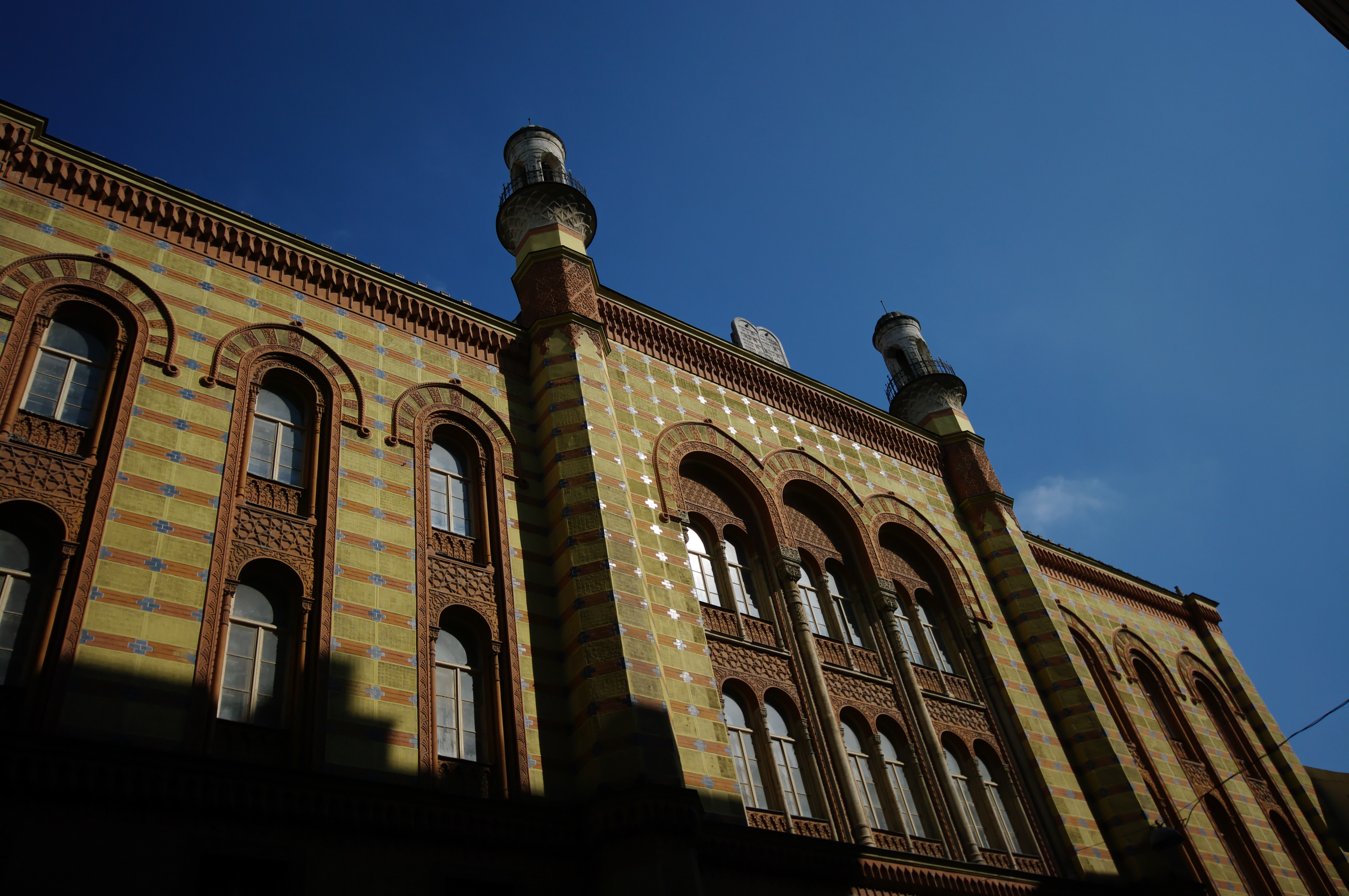
Fassade
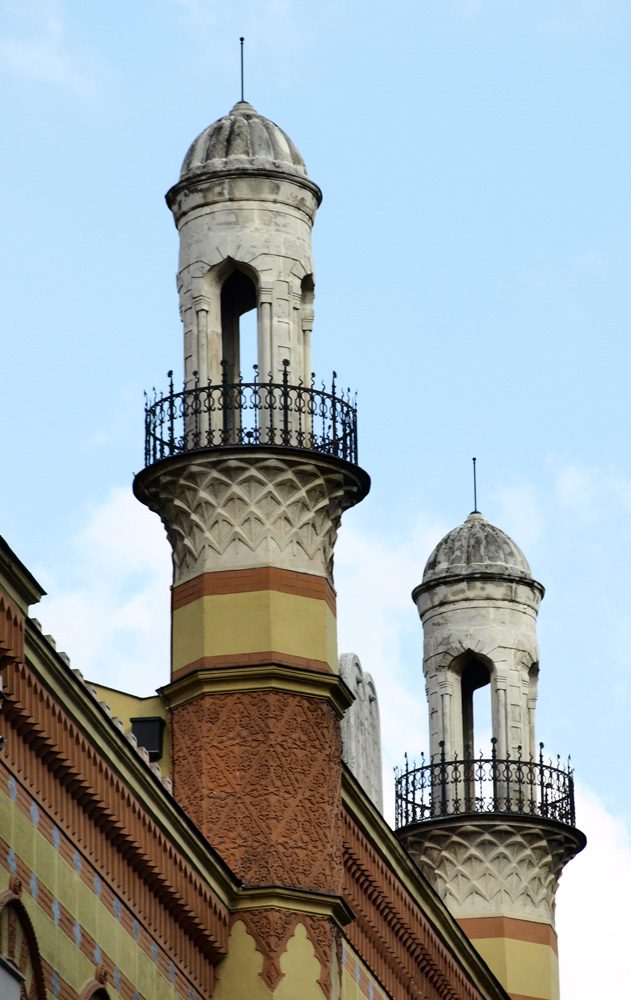
Die Türme der Synagoge
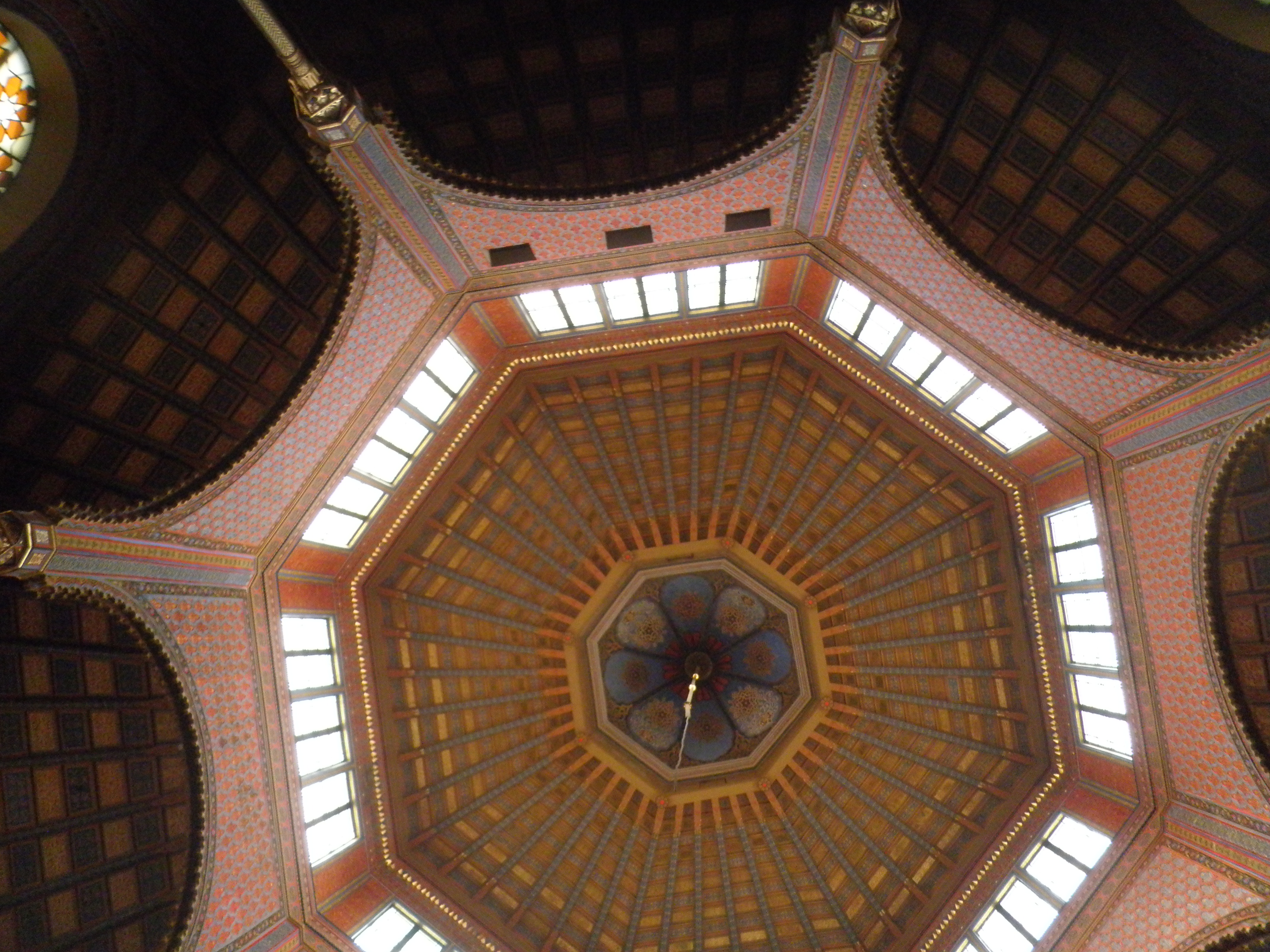
Kuppel
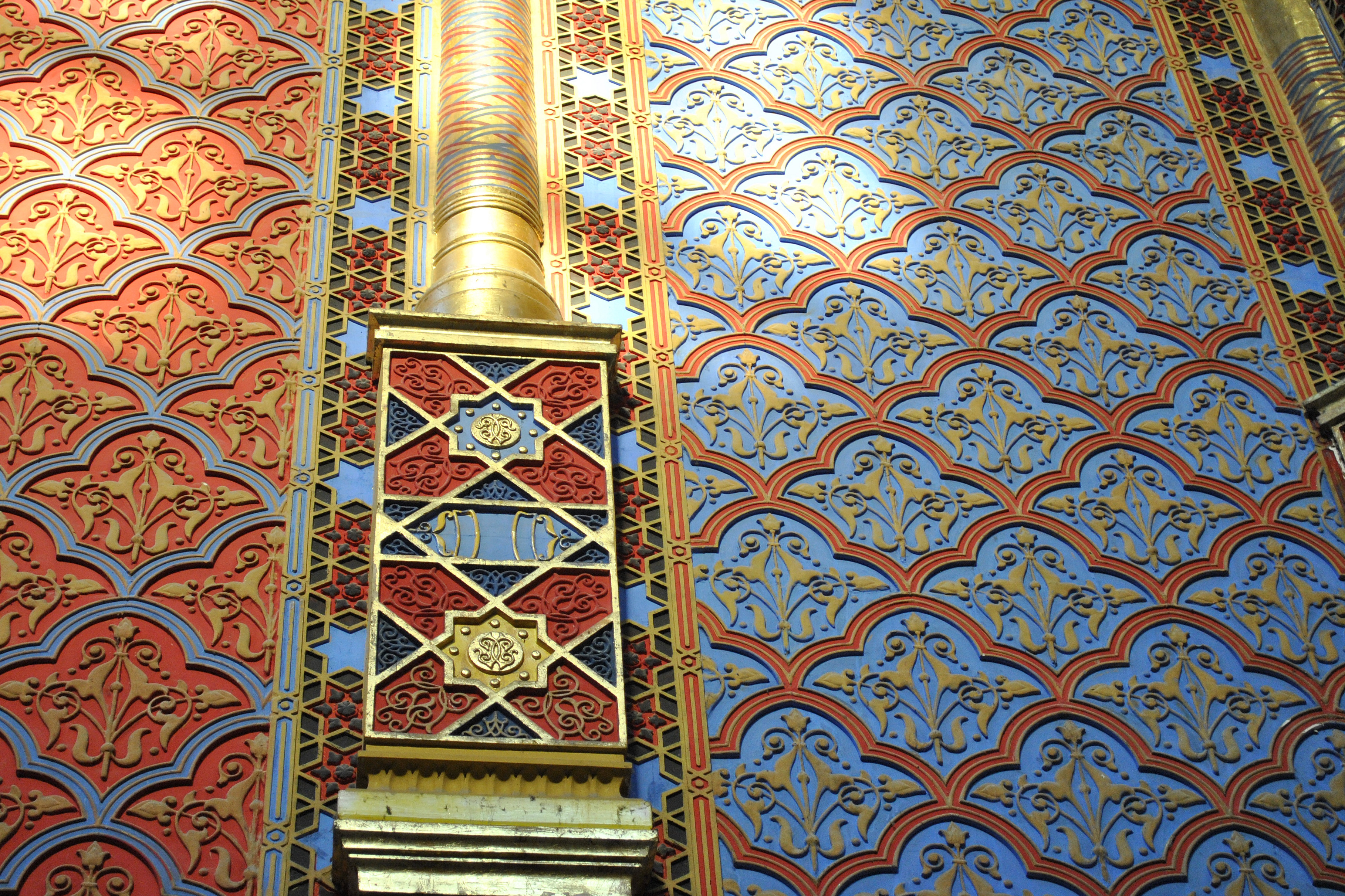
Wanddekor
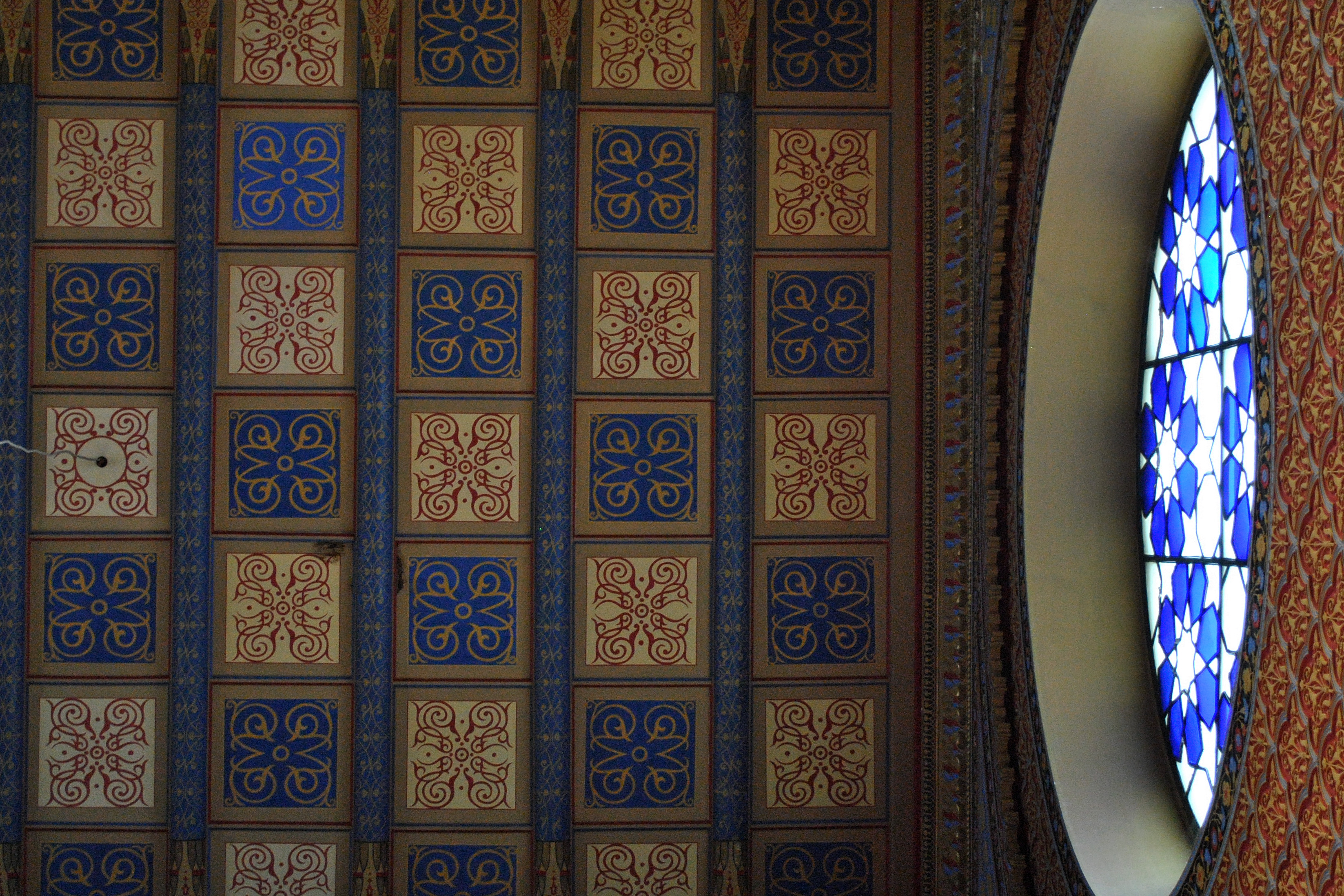
Dekor und Fenster
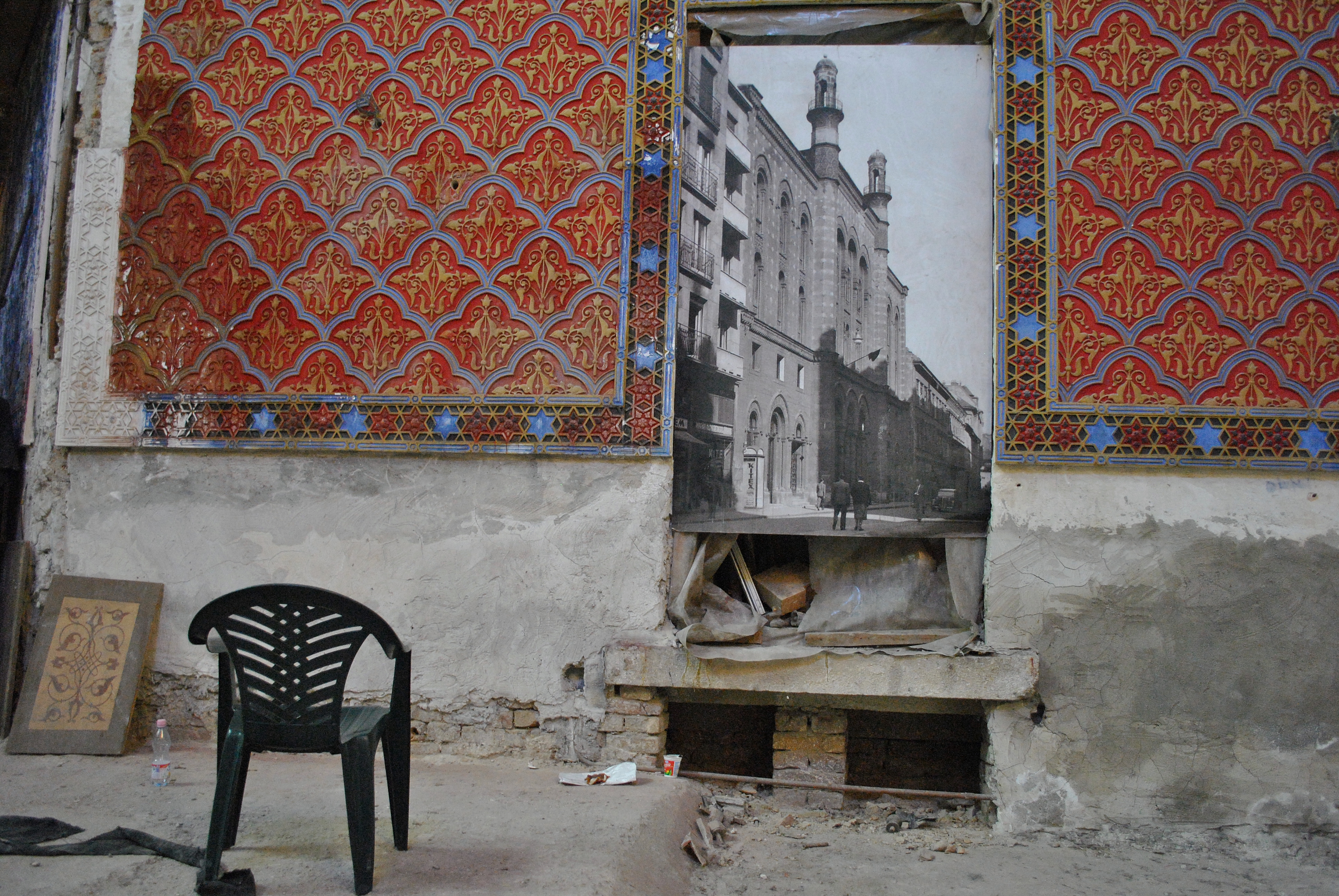
Desolater Zustand
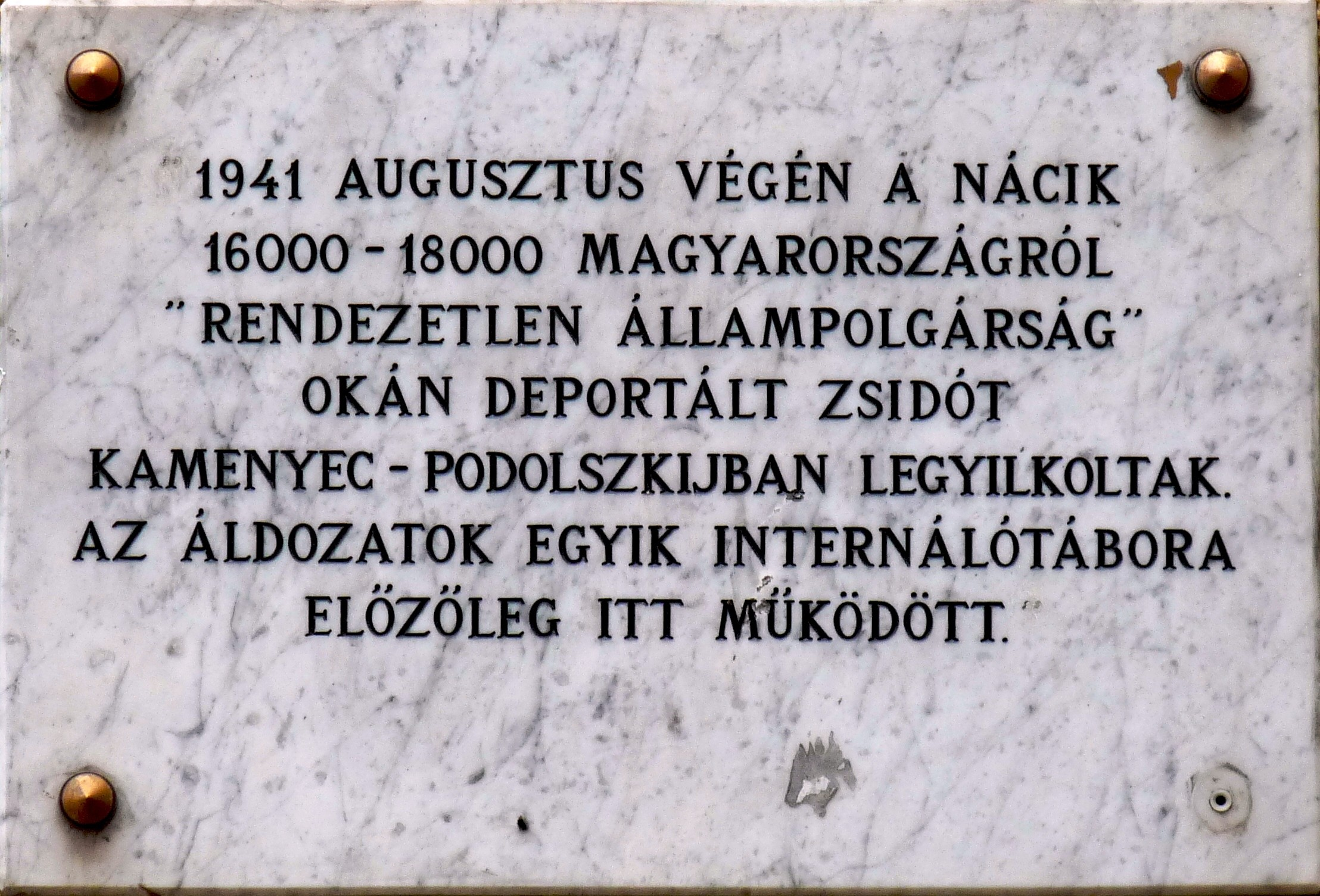
Gedenktafel